# Рефлексивное управление
Рефлексивное управление — влияние на принимаемые противником решения через подсовывание (навязывание) ему таких исходных посылок, на основании которых он действует желаемым для манипулятора образом.
Методы рефлексивного управления нашли широкое применение в самых разных областях: рекламной сфере, связях с общественностью, военном искусстве и т. д. Примером такой стратегии может стать намеренное проигрывание карточным шулером первых партий в игре, систематические отвлекающие атаки на маловажном участке боевых действий и т. п.

## Введение
По определению советского учёного В. Лефевра рефлексивное управление это «процесс, в котором один из противников передаёт другому основания для принятия решений». Иными словами, происходит подмена факторов мотивации противника с целью сподвигнуть его на принятие невыгодных для себя решений.
Профессор Г. Смолян полагает, что ключевым моментом рефлексивного управления является неявное принудительное ориентирование субъекта на нужный результат при выборе им образа действий. В качестве афористичного примера рефлексивной манипуляции можно вспомнить эпизод из «Сказок дядюшки Римуса», в котором братец Кролик ускользает от братца Лиса, попросив:
Делай со мной всё, что угодно — только не бросай меня в терновый кустБратец Кролик
Наиболее древним из тех литературных героев, которые специализировались на рефлексивном управлении, считают библейского змея, спровоцировавшего Еву на дегустацию запретного плода. В разряд типичных провокаторов можно также отнести одного из известных персонажей шведской писательницы А. Линдгрен, который затерроризировал домохозяйку Фрекен Бок простым вопросом:
Ты перестала пить коньяк по утрам? Да или нет?Карлсон, который живёт на крыше
Отдельные приёмы рефлексивного управления под названием «стратагемы» издревле занимали важное место в истории военного искусства. Например, Сунь Цзы вынес в заголовок первой главы одного из своих трактатов утверждение «Война — это путь обмана», таким образом определяя воинское ремесло как искусство введения в заблуждение.
Предпосылки к фактическому возникновению теории рефлексивного управления можно найти в советской военной литературе середины XX века; в процессе её совершенствования выделяют четыре основных этапа:
- с начала 1960-х до конца 1970-х: исследовательский,
- с конца 1970-х до начала 1990-х: практико-ориентированный,
- с начала и до середины 1990-х: психолого-педагогический,
- с конца 1990-х: психосоциальный.

Среди наиболее авторитетных учёных, которые занимались задачами рефлексивного управления, помимо В. Лефевра отмечают работы Д. Поспелова, В. Буркова, В. Лепского, Г. Щедровицкого и др. Помимо них, художественные аспекты тематики рефлексивного управления были отражены в произведениях некоторых крупных писателей, например В. Пелевина.

## Военное применение

### Общие положения
В военном искусстве формальным образом утверждённая терминология рефлексивного управления в прошлом не существовала, тем не менее её инструментарий осознавался на интуитивном уровне и активно шёл в ход в попытках просчитать действия противника или создать у него ошибочное представление о себе.
По мнению некоторых российских военных специалистов, прикладные аспекты рефлексивного управления, имея геополитическое значение, являются эффективным инструментом ведения информационной войны и могут обладать существенными преимуществами над традиционными методами использования военных средств. Эксплуатируя моральные стереотипы поведения, психологические факторы, персональные сведения о командных кадрах (биографические данные, привычки и т. п.) рефлексивное управление даёт возможность увеличить шансы на достижение победы, однако отмечается, что такая тактика требует информации о противнике с высокой степенью детализации и качества. Среди инструментов рефлексивного управления также перечисляют камуфляж (на всех уровнях), дезинформацию, провокацию, шантаж, компрометирование и т. п., вектор действия которых направлен скорее на трудно уловимые и субъективно воспринимаемые элементы «военного искусства», чем на более объективные понятия «военной науки». Современная компьютеризация может затруднить использование методов рефлексивного управления, так как их применение легко выявляется путём математического моделирования. Тем не менее, невозможно отвергать наличие широкого класса исключений, когда машинному интеллекту может не хватить интуитивного понимания реальной действительности.
Делая обзор российских исследований по тематике использования арсенала рефлексивного управления в военных целях, американский учёный Т. Л. Томас выделил работы полковника С. А. Комова, как наиболее продуктивного военного теоретика в этой области. В своих публикациях Комов широко использовал наработки из сферы рефлексивного управления под названием «интеллектуальные методы информационной войны», выделяя следующие основные элементы:
- отвлечение внимания через реальную или мнимую угрозу одной из ключевых позиций противника (на флангах, в тылу и т. д.) во время подготовки к военным действиям,
- перегрузку через подачу противнику больших объёмов самопротиворечащей информации,
- паралич, создавая иллюзию точечно направленных угроз жизненно важным интересам или наиболее уязвимым местам,
- истощение, принуждая противника расходовать ресурсы на выполнение малопродуктивной деятельности,
- обман, провоцируя противника к переброске сил на угрожаемое направление во время подготовки к военным действиям,
- раскол, заставляя противника действовать вопреки интересам его союзников,
- умиротворение, через снижение бдительности и создание иллюзии о проведении плановых тренировок, а не приготовлениях к наступательным действиям,
- устрашение, через создание видимости несокрушимого превосходства,
- провоцирование, через навязывание невыгодного сценария действий,
- предложение, через подачу информационного материала, который оказывает влияние юридически, морально, идеологически или в других сферах,
- давление, через подачу информационного материала, которые дискредитирует правительство в глазах населения.

Другим отечественным исследователем, который вызвал интерес за рубежом, стал профессор Ф. Чаусов, который сформулировал следующие принципы рефлексивного управления:
- принцип целеобусловленности — процесс должен быть ориентирован на цель, задействуя полный спектр необходимых мер рефлексивного управления,
- принцип актуализации — должна быть проведена «актуализация» планирования, обеспечивающая достаточно полное представление об интеллектуальном потенциале командно-штабного состава, особенно в ситуациях, связанных с глобальным информационным пространством,
- принцип соответствия — должна быть соблюдена взаимная согласованность целей, места, времени и методов рефлексивного управления,
- принцип моделируемости — нельзя забывать про прогнозирование и моделирование действий и состояний противоборствующей стороны во время выполнения процедур рефлексивного управления,
- принцип предвосхищения — текущие события должны упреждаться и предвосхищаться.

Помимо этого, Чаусов при задействовании рефлексивного управления дал оценку риска, сущность которого сводится к опасности ошибиться при неправильной оценке последствий. При таком подходе максимальный риск будет, если противник разгадает сам замысел.

### Примеры военного использования
Одним из известных примеров эффективного использования теории рефлексивного управления стала дезинформационная работа советских спецслужб по созданию завышенного впечатления у американской стороны об ударном потенциале советского ядерного оружия. В этих целях для участия в парадах на Красной площади были разработаны фальшивые макеты межконтинентальных баллистических ракет, появление которых немедленно нашло своё отражение в докладах иностранных атташе своему руководству. Следующим этапом стала работа по предоставлению косвенных свидетельств о реальном существовании этих ракетных систем, что в дальнейшем должно было отвлечь ресурсы иностранных разработчиков на безуспешные попытки по воспроизведению якобы существующей «новой» технологии.
Аналогичным образом британская разведка провела дезинформационное обеспечение высадки союзных войск в Сицилии под кодовым названием операция «Мясной фарш». Для этого в поле зрения спецслужб рейха был подброшен погибший английский военнослужащий, имеющий при себе комплект искусно сфабрикованных документов, с описанием якобы готовящейся десантной операции британцев на Пелопоннесе и в Сардинии. Судя по этим планам, информационной ширмой этой высадки должны были стать демонстративные приготовления к ложному нападению на Сицилию. Германское руководство провело комплекс работ по укреплению греческого побережья, перебросило туда танковую дивизию, но совершенно неожиданно для него главный удар был нанесён именно по Сицилии.
Отечественные исследователи полагают, что в качестве другого хрестоматийного примера рефлексивного управления можно назвать американскую программу Стратегической оборонной инициативы, которая заставила Советский Союз потратить значительные ресурсы на разработку аналогичной космической системы.
По мнению ряда зарубежных исследователей, манипулятивные методы из области рефлексивного управления легли в основу новой российской концепции военных действий XXI века, которая на западе получила название «войны нового поколения». При этом в некоторых публикациях прозвучала критическая оценка прикладных аспектов данной теории, и она даже была названа псевдонаучной.